# François Bozizé
François Bozizé Yangouvonda (Mouila, 14 ottobre 1946) è un politico centrafricano, presidente dal 2003 al 2013.
Salì al potere nel marzo 2003 a seguito di un colpo di Stato contro il Presidente Ange-Félix Patassé ed iniziò un periodo di governo di transizione. Vinse le elezioni presidenziali del 2005 e fu confermato Presidente dopo le elezioni presidenziali del 2011. È stato destituito con un colpo di Stato nel marzo 2013.

## Gioventù e presidenza Kolingba
Bozizé, di etnia Gbaya, nacque in Gabon e frequentò una scuola di addestramento per ufficiali nella provincia centrafricana di Bouar, diventando capitano nel 1975. Fu nominato brigadier generale dall'Imperatore Jean-Bédel Bokassa nel 1978. Quando Bokassa fu spodestato da David Dacko nel 1979, Bozizé fu nominato ministro della Difesa. Durante la dittatura militare di André Kolingba (1981-1993) Bozizé fu nominato ministro delle comunicazioni, ma fu successivamente accusato di aver orchestrato un tentativo di colpo di Stato. Dopo essere stato arrestato a Cotonou, nel Benin nel luglio del 1989, Bozizé fu imprigionato e torturato, ma fu rilasciato alla fine del 1991.
Kolingba indisse le elezioni nel 1993 e Bozizé fu un candidato. Ottenne solo l'1.5% dei voti; Patassé vinse le elezioni in un ballottaggio contro Abel Goumba.

## Pro Patassé
Per molti anni Bozizé fu considerato un sostenitore di Patassé e lo aiutò a sopprimere gli ammutinamenti dell'esercito del 1996 e del 1997. Bozizé fu poi nominato Capo di Stato Maggiore delle Forze Armate.
Bozizé non compì alcuna attività contro il Presidente e frequentemente soffocò rivolte anti-presidenziali.

## Contro Patassé
Il 28 maggio 2001 vi fu un tentativo di colpo di Stato contro Patassé, sconfitto con l'aiuto di truppe libiche e dei ribelli congolesi del Movimento di Liberazione del Congo. Successivamente, la lealtà di Bozizé fu messa in discussione ed alla fine di ottobre del 2001 fu deposto dalla carica di Capo di Stato Maggiore. Scoppiarono disordini quando il governo tentò di arrestare Bozizé il 3 novembre; dopo cinque giorni di scontri le forze governative aiutate dalle truppe libiche catturarono le caserme dove Bozizé era stabilito; Bozizé fuggì a nord verso il Ciad.
Gli scontri tra le forze governative ed i ribelli di Bozizé continuarono nel 2002. dal 25 al 31 ottobre, le sue forze attaccarono senza successo la capitale Bangui; i congolesi del MLC, che ancora una volta corsero in aiuto di Patassé, furono accusati di saccheggi e stupri.
Questo periodo fu segnato dalle tensioni tra il Ciad ed il governo di Patassé. Il partito di Patassé accusò il Presidente del Ciad Idriss Déby di destabilizzare la Repubblica Centrafricana fornendo uomini e mezzi a Bozizé.

## Il colpo di Stato, il periodo di transizione e l'elezione a presidente

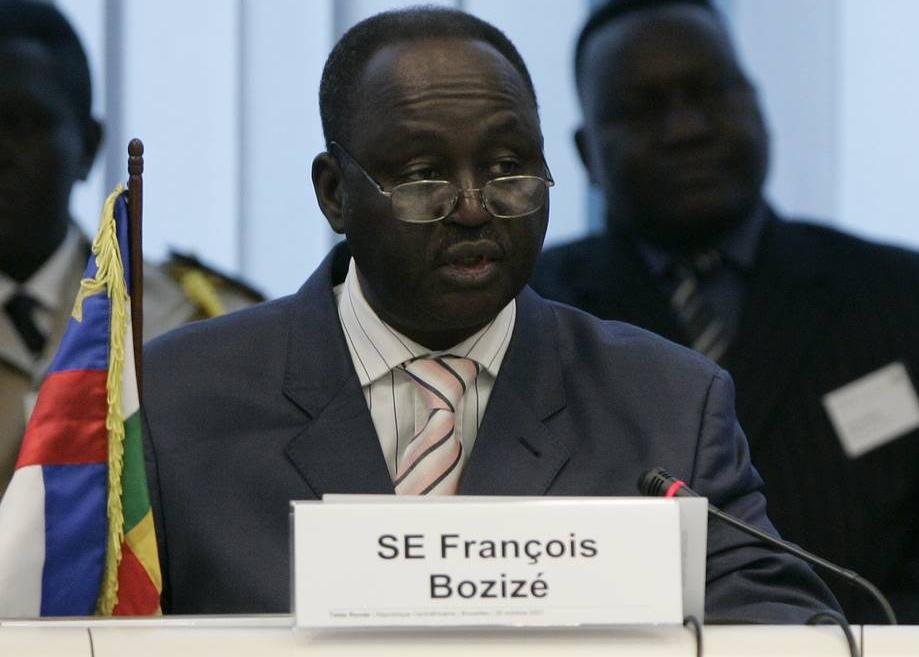
Bozizé a Bruxelles.

Il 15 marzo 2003 Bozizé riuscì finalmente a conquistare il potere, le sue forze entrarono a Bangui senza incontrare resistenza. Patassé stava tornando da un meeting nel Niger, ma non poté atterrare perché le forze di Bozizé controllavano l'aeroporto. Patassé si rifugiò prima in Camerun e poi nel Togo.
Bozizé nominò Abel Goumba Primo Ministro subito dopo essere salito al potere, nominandolo poi vicepresidente a dicembre e nominando al suo posto Célestin Gaombalet come Primo Ministro. Bozizé sospese anche la Costituzione del 1995 ed una nuova costituzione, piuttosto simile a quella precedente, fu approvata con un referendum il 5 dicembre 2004. Dopo la salita al potere, Bozizé inizialmente dichiarò che non si sarebbe candidato nelle future elezioni presidenziali, ma dopo il successo del referendum costituzionale annunciò l'intenzione di candidarsi:
Parteciperò alle elezioni per raggiungere lo scopo di ricostruire il paese, che è caro a me e secondo i vostri desideri.»
A fine dicembre 2004, Bozizé era uno dei cinque candidati ammessi alle elezioni presidenziali previste per l'inizio del 2005. All'inizio di gennaio del 2005 Bozizé annunciò che tre candidati inizialmente esclusi avrebbero potuto partecipare alle elezioni, nonostante l'ex presidente Patassé non fu incluso in nessuno dei gruppi. Alla fine di gennaio fu annunciato che altri candidati avrebbero potuto partecipare alle elezioni, portando il totale a 11 ed escludendo il solo Patassé. Le elezioni furono anche rimandate di un mese, dalla data inizialmente prevista del 13 febbraio al 13 marzo
Bozizé ottenne la maggioranza relativa nelle elezioni del 13 marzo, con poco meno del 43% secondo i risultati ufficiali. Affrontò l'ultimo Primo Ministro di Patassé, Martin Ziguélé, nel secondo turno; questo si svolse l'8 maggio e secondo i risultati ufficiali annunciati il 24 maggio, Bozizé vinse con il 64,6% dei voti. Fu dichiarato presidente l'11 giugno.
Il parlamento autorizzò Bozizé a governare con pieni poteri per tre mesi, dal 1º gennaio al 31 marzo 2006; il Primo Ministro, Élie Doté, disse che questo periodo di pieni poteri fu un successo, permettendo a Bozizé di intraprendere azioni per snellire la pubblica amministrazione.

## Colpo di Stato e fuga all'estero
Dall'inizio del 2013 la Repubblica Centrafricana è scossa da forti instabilità e ribellioni di un gruppo chiamato Seleka. La questione, dopo un fallito trattato di pace tra i ribelli e Bozizé, porta quest'ultimo a lasciare il Paese il 24 marzo 2013, fuggendo probabilmente nella Repubblica Democratica del Congo.

## Elezione presidenziali del 2019 e avvenimenti successivi
Alla fine del 2019 Bozizé è tornato in Repubblica Centrafricana e ha annunciato la sua candidatura presidenziale per le elezioni. Tuttavia, il 3 dicembre 2020 la Corte costituzionale della Repubblica centrafricana ha stabilito che Bozizé non soddisfaceva il requisito di "buona moralità" a causa di un mandato di arresto internazionale e delle sanzioni delle Nazioni Unite nei suoi confronti (applicate per presunti omicidi, torture e altri crimini). Successivamente il governo ha accusato Bozizé di aver pianificato un colpo di stato.
Nel marzo 2023, Bozizé ha lasciato il Ciad per la Guinea-Bissau, il suo nuovo paese ospitante di esilio.